# Knæklys
Knæklys, også kaldet glowsticks, er en slags engangs-lys der hverken kræver strøm eller ild for at fungere, jf. luminiscens. Oftest er det et 15 cm langt og 2 cm tykt rør, der indeholder to forskellige kemikalier, adskilt af et tyndt lag glas. Når lyset knækkes, brydes glasset mellem de to kemikalier, der så reagerer og danner en lysende væske, der oftest har en virkning i 12-15 timer, hvorefter effekten aftager hurtigt. Dette fænomen kaldes generelt for kemiluminiscens.
Knæklys fås i mange farver, blandt andet blå, rød, grøn og gul. De findes også i flere størrelser, helt ned til 30x5 mm beregnet til eksempelvis fiskepropper så man kan se proppen på sin fiskesnøre i mørke.
Knæklys kan være en god idé at have i huset i tilfælde af længere tids mørklægning.
Knæklys bruges også i techno-kulturen som fast del af deres fester og er en vigtig del af den nyopståede (eller genopståede) musikgenre new rave.